# Uładzimir Žyłka

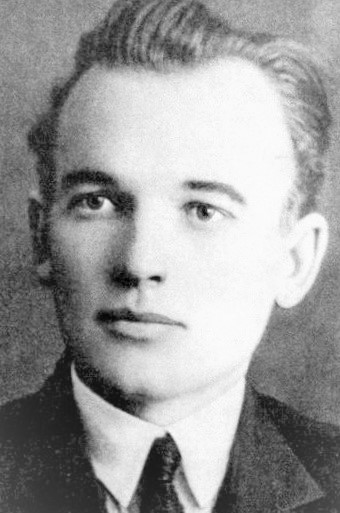
Uładzimir Žyłka (1926)

Uładzimir Žyłka (belarussisch: Уладзімір Жылка; * 27. Mai 1900 in Makaszy bei Njaswisch, Russisches Reich; † 1. März 1933 in der Oblast Kirow) war ein belarussischer Dichter.
Er war ein Autor von Liebeslyrik und patriotisch-unabhängigkeitsbezogener Gedichte (Na rostani). Er übersetzte Werke von Adam Mickiewicz, Henrik Ibsen und Charles Baudelaire.
1926 emigrierte er nach Ostweißrussland, wo er 1930 vom NKWD im Rahmen der Aktion der Union zur Befreiung Weißrusslands verhaftet und zu fünf Jahren Konzentrationslager in der Region Oblast Kirow verurteilt wurde. Er starb dort im Jahr 1933.